# Виталий (Максименко)
Архиепи́скоп Вита́лий (в миру Васи́лий Ива́нович Максиме́нко; 8 (20) августа 1873, местечко Глафировка, Таганрогский округ, Область Войска Донского — 21 марта 1960, Нью-Йорк) — епископ Русской православной церкви заграницей, архиепископ Восточно-Американский и Джерзейситский. Член Синода РПЦЗ.

## Биография
Родился 8 (20) августа 1873 года в местечке Глафировка Таганрогского округа в семье диакона. Семья жила очень бедно. В семь лет осиротел.
Окончил Мариупольское духовное училище. В 1895 году окончил Екатеринославскую духовную семинарию, поступил в Киевскую духовную академию.
За участие в студенческих беспорядках в 1896 году был отчислен со 2-го курса академии без права восстановления и назначен сельским учителем: «Я привел школьное помещение в жилое состояние: повставлял стёкла, достал дров и так занялся детьми с утра до вечера… На экзаменах моя школа, не имевшая несколько лет выпусков и считавшаяся последней, вышла первой…».
В это время о Василии узнает ректор Казанской Духовной Академии — Епископ Чебоксарский Антоний (Храповицкий). Василий был принят на второй курс Казанской духовной академии благодаря поручительству Епископа Антония.
В 1899 году пострижен в монашество Антонием (Храповицким), рукоположен им же в иеродиакона и иеромонаха. Приписан к Донскому монастырю в Москве.
В том же году окончил академию со степенью кандидата богословия. Назначен преподавателем Александровской миссионерской семинарии в селе Ардонское.
В начале 1903 году возведён в архимандрита и назначен проповедником в Почаевскую Лавру, по настоянию переведённого в Волынскую епархию архиепископа Антония (Храповицкого).
Был председателем Почаевского отдела Союза русского народа. Сумел превратить печатный цех в Почаевском монастыре в одну из крупнейших церковных печатных мастерских в России.
Будучи иеромонахом, начальником типографии Почаевской лавры, отец Виталий с 1910 года начал издание журнала «Русский инок».
К концу Первой мировой войны был назначен духовником в действующую армию и самоотверженно разъезжал по окопам вдохновляя солдат.
Узнав об отречении императора, архимандрит Виталий прибыл в царскую ставку в Могилёв, с тем чтобы умолять государя взять своё отречение назад. Но к свиданию допущен не был.
После занятия Волыни поляками во время первой мировой войны был посажен в подводный каземат в Демблине.
После освобождения эмигрировал в Югославию, затем в Чехословакию. Некоторое время служил настоятелем одного из приходов на Пряшевской Руси (Чехословакия).
Основал в селе Ладомирово на Пряшевской Руси монастырь святого Иова Почаевского и типографию при нём.
6 мая 1934 года в Белграде хиротонисан во епископа Детройтского, управляющего приходами Русской Зарубежной Церкви в Северной Америке, с местопребыванием в Свято-Троицком монастыре в Джорданвилле, штат Нью-Йорк). Воссоздал в обители типографию.
3 сентября 1934 года возведён в сан архиепископа Североамериканского и Канадского.
В ноябре 1935 года на Архиерейском Соборе в Сремских Карловцах было принято «Временное положение», признавшее автономию Митрополичьего округа во главе с митрополитом Феофилом (Пашковским), в состав которого вошли находившиеся на территории США епархии РПЦЗ.
Поддерживал отношения с другими православными церквами. В 1936 году, он принял участие в архиерейской хиротония митрополита Антиохийской Православной Церкви Антония (Башира). В 1948 году сослужил при епископской хиротонии архимандрита Михаила (Константинидиса), бывшего с 1949 по 1958 год предстоятеля Греческой Архиепископии Северной и Южной Америки.
В начале 1940-х годов, принимал участие в жизни Свято-Владимирской семинарии, заменяя Митрополита Феофила на посту ректора, председательствуя на совместном заседании Педагогического Совета с академической комиссией.
26-29 ноября 1946 года в Кливленде состоялся Собор духовенства и мирян Северо-Американской митрополии, который большинством голосов (187 голосов) высказался за восстановление общения с Московским патриархатом («постановили просить Его Святейшество Святейшего Патриарха Московского воссоединить нас в свое лоно») при условиях сохранении «полной автономии» Митрополии. Кроме того, Собор, подтвердив веру и лояльность митрополиту Феофилу (Пашковскому), принял решение отказаться от административного подчинения Архиерейскому Синоду РПЦЗ. Часть священнослужителей (61 голос) во главе с архиепископом Виталием (Максименко) не согласилась с таким решением и предпочла остаться в подчинении Русской Зарубежной Церкви. Кроме него в подчинении РПЦЗ остались архиепископ Тихон (Троицкий), епископы Иероним (Чернов), Иоасаф (Скородумов) и Серафим (Иванов). Отношения Русской Зарубежной Церкви и Североамериканской митрополии с того времени были разорваны.
Ряд участников собора во главе с архиепископом Виталием, отказались подчиниться этому постановлению и на проходившем 27-28 мая 1947 года епископском совещании объявили деяния Кливлендского Собора незаконными. После разрыва общения с митрополитом Феофилом (Пашковским) РПЦЗ восстановила свою юрисдикцию в Америке и приняла около 40 вышедших из состава Митрополичьего округа приходов, руководство которыми было поручено Виталию Максименко, получившему титул «архиепископа Восточноамериканского и Нью-Джерсийского (Джерсиситского)». Благодаря активной деятельности архиерея по открытию приходов РПЦЗ к весне 1953 года в Северной Америке и Канаде насчитывалось около 110 приходов и свыше 150 клириков.
В 1948 году избран и утверждён был настоятелем Свято-Троицкого монастыря. Основал при монастыре духовную семинарию. Преподавал там. По воспоминаниям митрополита Лавра (Шкурлы):

Владыка Виталий, будучи связан с епархиальными делами, а также и монастырскими, (так как он был тогда и епархиальным архиереем и настоятелем Свято-Троицкого монастыря), всецело отдался семинарскому делу. Владыка уже был в преклонном возрасте, каждую пятницу после обеда он садился в поезд в Херкимер и ехал в Нью-Йорк, там служил в субботу и в воскресенье, а в понедельник возвращался из Нью-Йорка поездом в семинарию. По будним дням в семинарии он преподавал Ветхий Завет, составлял конспект по Ветхому Завету, который он печатал на пишущей машинке под копирку и на лекциях раздавал студентам. Во время занятий он корректировал и исправлял свои записки, а впоследствии эти конспекты были напечатаны типографским способом — Пособия по Ветхому Завету: Конспект к изучению Пятокнижия Моисеева по Библии, ч. И, 1949; Конспект по изучению Библии Ветхого Завета, ч. II, книги Историческия, 1949; часть III, книги Учительныя, 1952, и, часть IV, книги Пророческий, 1953. <…>
Владыка всегда утром, после завтрака, обходил все монастырские и семинарские послушания, смотрел как идёт работа, спрашивал — всё ли в порядке, не нужно ли что-либо? Обыкновенно Владыка имел в руках палочку, на которую опирался, и записки, по которым он следил, что нужно сделать. Он давал эти записки по назначению, то Николаю Николаевичу, декану семинарии, то студентам. Сам Владыка подавал пример своим трудом, и это воодушевляло молодежь, которая училась и вместе с братией трудилась над общим церковным делом. Так как семинария была при монастыре, который содержал семинарию, то молодёжь жила монастырской жизнью. Это способствовало тому, что все учащиеся участвовали в монастырской богослужебной жизни, что помогало лучше осваивать богослужение, как его порядок, так и церковное пение, клирос. Когда назначались общие послушания, то владыка Виталий обычно шёл первый и все остальные следовали ему.

С 1950 года — постоянный член Архиерейского Синода РПЦЗ.
В 1952 году освобождён от должности ректора Свято-Троицкой семинарии в Джорданвилле, передав её архимандриту Аверкию (Таушеву), но продолжал преподавать в ней.
Скончался 8 (21) марта 1960 года в Нью-Йорке. Погребён в Свято-Владимирском храме-памятнике в городе Джексон (США).

## Сочинения
- Союзная наука. Почаев, 1909 (переиздана там же в 1912 году)
- Катехизис Союза Русского Народа. Почаев, 1910;
- К вопросу об учреждении на Волыни церковно-приходского банка: Помогите, пастыри, искупить народ от надвигающегося пленения // Вестник Русского Собрания. 1911. № 7;
- Казацкие могилы под Пляшевой. Почаев, 1911
- Крест над Берестечком. О славном украинском гетмане Зиновии-Богдане Хмельницком и о Берестеченской битве 1651. Почаев : тип. Почаево-Успен. Лавры, 1912
- Современное положение Русской Православной Церкви в Америке. — Джорданвилль: Свято-Троицкий монастырь. — 1947. — 7 С.
- Мотивы моей жизни. — Джорданвилль: Свято-Троицкий монастырь. — 1955. — 207 С.: ил., портр.
- Православное противосектантское руководство : По соч. православ. миссионера Д. И. Боголюбова / Ред.-изд. архиепископ Виталий. Jordanville (N. Y.) : Holy Trinity monastery, 1958
- Экуменизм : доклад преосвященнейшего Виталия, архиепископа Монреальского и Канадского, прочитанный Архиерейскому собору в 1967 г. в Махопаке, С. Ш. А. Монреаль; [б. и.], 1989